# Aconcagua (videogioco)
Aconcagua (アコンカグア?) è un videogioco del 2000 pubblicato da Sony Computer Entertainment per PlayStation.

## Trama
Il gioco è ambientato nell'immaginario stato di Meruza che ha appena ottenuto l'indipendenza dall'Argentina.
I protagonisti sono cinque passeggeri sopravvissuti all'attentato terroristico che fa precipitare l'aereo che trasporta Pachamama sulla cima più alta delle Americhe. Uno dei superstiti è il giornalista giapponese Kato.

## Modalità di gioco
Avventura in stile punta e clicca, in Aconcagua si controlla Kato. Il gioco presenta oltre 80 minuti di FMV e finali multipli.